# Choiseul (wyspa)
Choiseul – wyspa należąca do archipelagu Wysp Salomona, położona w południowo-zachodniej części Oceanu Spokojnego. Jej powierzchnia wynosi 2600 km². W 2010 roku liczyła ok. 26 tys. mieszkańców.
Jest wyspą pochodzenia wulkanicznego. Jej wymiary to 134 × 32 km. Leży 50 km na południowy zachód od Wyspy Bougainville’a. Jest otoczona rafami koralowymi.
Wyspa jest górzysta – jej najwyższym wzniesieniem jest szczyt Maetambe (1067 m n.p.m.). Współczynnik lesistości jest wysoki.
W latach 1942–1945, w trakcie wojny na Pacyfiku, wyspa okupowana była przez siły japońskie. W kwietniu 2007 roku została nawiedzona przez tsunami wywołane trzęsieniem ziemi.